# کینگستون، قلمرو پایتختی استرالیا
کینگستون (به انگلیسی: Kingston) یک حومه شهر در استرالیا است که در قلمرو پایتختی استرالیا واقع شده‌است.